# Sociale geneeskunde
Sociale geneeskunde is het vakgebied binnen de geneeskunde dat zich vooral bezighoudt met publieke, preventieve gezondheidszorg. Het vakgebied focust zich op de volksgezondheid en het zorgsysteem.
De sociale geneeskunde als wetenschappelijk vakgebied heeft zich vanaf begin van de 19e eeuw geleidelijk ontwikkeld. De industriële revolutie en de daaropvolgende toename van armoede en ziekte onder arbeiders leidde tot zorgen over de effecten van sociale processen op de gezondheid.

## Domein
Het enorme overwicht van de biomedische wetenschap in medische opleidingen, gezondheidszorg, en medisch onderzoek heeft geleid tot een kloof in het begrip en erkenning van belangrijke sociale determinanten van publieke en individuele gezondheid, zoals sociaal-economische verschillen, oorlog, geletterdheid, ongezonde leefstijl (roken, overgewicht), discriminatie op basis van etniciteit, sekse of religie. Paul Farmer gaf in 2006 de volgende verklaring voor deze kloof:
De heilige graal van moderne geneeskunde blijft de zoektocht voor een moleculaire basis van ziekte. Terwijl de praktische opbrengst van zulk beschreven vragen enorm is geweest, heeft exclusieve focus op moleculair niveau bijgedragen aan de toenemende "desocialisatie" van wetenschappelijke vragen: de neiging om enkel biologische vragen te stellen over wat in feite biosociale fenomenen zijn. 
Hierop stelde hij dat "biosociaal begrip van medische fenomenen dringend noodzakelijk is". De sociale geneeskunde richt zich hierop.

## Werkvelden
De sociale geneeskunde is onder te verdelen in domeinen Arbeid en Gezondheid, en Maatschappij en gezondheid.
Specialisatie van artsen binnen de sociale geneeskunde duurt in Nederland meestal 4 jaar. Geneeskundig specialisten in deze sector zijn:
- Arbeid en Gezondheid
  - Bedrijfsarts: Adviseert werknemers en bedrijven op het gebied van arbeid en gezondheid.
  - Verzekeringsarts: beoordeelt personen naargelang het recht op uitkering bij arbeidsongeschiktheid of bij letselschade.
- Maatschappij en Gezondheid
  - Arts Maatschappij en Gezondheid: werkt preventief bij groepen van mensen; o.a. verantwoordelijk voor infectieziektebestrijding, reizigersadvies, tuberculosebestrijding, SOA zorg, jeugdgezondheidszorg, het rijksvaccinatieprogramma, donorgeneeskunde, medische milieukunde en sociaal-medische advisering. De arts Maatschappij en Gezondheid zet in op individuele en collectieve preventie van ziekte en bevordering van gezondheid.
- Forensische geneeskunde valt niet (meer) onder het specialisme Maatschappij + Gezondheid, maar heeft een eigen driejarige profielopleiding.

## Geschiedenis
De Duitse arts Rudolf Virchow (1821 - 1902) legde de basis voor de sociale geneeskunde. Andere prominente actoren in de sociale geneeskunde waren onder andere Salvador Allende, Henry Ernest Sigerist, Thomas McKeown, Victor W. Sidel, Howard Waitzkin, Paul Farmer en Jim Yong Kim.
In Nederland was Johan Baart de la Faille (1867-1952) de eerste hoogleraar Sociale Geneeskunde. Hij werd in 1918 benoemd aan de Rijksuniversiteit Utrecht en hield zich onder meer bezig met de slechte huisvesting van arbeiders.

## Sociale geneeskunde en public health
Alhoewel sociale geneeskunde en public health vaak uitwisselbaar gebruikt worden, zijn er verschillen tussen beide termen. In 1940 beschreef John Ryle drie belangrijke verschillen:
1. Public health legt de nadruk op de omgeving, terwijl sociale geneeskunde zich bezighoudt met individuen, en "individuen in en in relatie tot hun omgeving".
2. Publieke gezondheidszorg was initieel vooral geassocieerd met infectieziekten. Sociale geneeskunde daarentegen, had een bredere insteek, die ook doorging in niet-overdraagbare aandoeningen, mentale gezondheid en verwondingen.
3. Sociale geneeskunde omarmde de medisch sociale werkers en organiseerde zorg en nazorg, en verenigde zo het klinische met het publieke.

Alhoewel de definitie van public health niet meer zo beknopt wordt omschreven als in 1940 houdt de intellectuele breedte, politieke en economische diepgang en menselijkheid van sociale geneeskunde stand.